# Donna di mondo
Donna di mondo (A Woman of the World) è un film del 1925 diretto da Malcolm St. Clair, tratto dal romanzo La contessa tatuata di Carl Van Vechten.

## Trama
La contessa Elnora Natatorini lascia la nativa Riviera a seguito di una delusione amorosa e decide di varcare l'oceano per trasferirsi presso il cugino Sam Poore e la di lui moglie Lou a Maple Valley, una modesta cittadina del Midwest americano.
La comunità locale è caratterizzata da una marcata moralità puritana di strette vedute e, adusa al pettegolezzo, non tarda a stigmatizzare la nobildonna italiana per i suoi modi disinvolti ed apparentemente contrari a cià che riteneva essere la decenza: in particolare fanno scalpore il fatto che Elnora fumi – cosa allora e in quell'ambiente ritenuta (non tanto malsana, quanto piuttosto semplicemente) inappropriata per una donna – e, oggetto di anche maggior scandalo, abbia un tatuaggio sul braccio. Ma, nello stesso tempo, gli abitanti del luogo sono attratti dalla bella straniera – che è pur sempre un personaggio di rilievo nella cornice abituale della cittadina -, latrice di modi di fare esotici: ad una riunione mondana, infatti, per finanziare attività caritatevoli, arrivano al punto di chiedere ai partecipanti 25¢ per "parlare con una vera contessa"; e l'iniziativa ha un particolare successo (con evidente disappunto di Elnora).
All'arrivo della donna in città il paladino del buon costume è il notabile locale Richard Granger, recentemente nominato District Attorney: al pari di ogni altro egli è costantemente dibattuto fra l'imperativo morale ed il fascino esercitato da Elnora sull'intera comunità. Un suo dipendente, ad esempio, il giovane Gareth Johns, giunge a lasciare la fidanzata per dichiarare il suo amore alla contessa, che peraltro non lo incoraggia, né lo respinge. Appare invece che Elnora sia progressivamente attratta da Richard, in particolare notando la sua inesperienza con l'umanità femminile, così inconsueta per una donna di mondo come lei.
La situazione precipita quando, a seguito di uno scontro provocato sempre dall'immagine che i cittadini si sono fatta di Elnore, i collaboratori di Richard, durante una riunione, gli chiedono di fronteggiare la donna, giudicata incompatibile con la situazione locale, ed ingiungerle di lasciare la cittadina – cosa che rientrava nei suoi poteri. Quando Richard si reca da lei le cose non vanno come programmato: Richard inizialmente, e piuttosto inaspettatamente, le dichiara il suo amore, e la donna, altrettanto inaspettatamente, gli dichiara il suo; ma, in seguito, sempre a motivo della rivalità con Gareth Johns, Richard, ingelosito, si ricrede e decide di scacciare la donna – che a questo punto è profondamente offesa per il voltafaccia dell'amato -, arrivando pure a minacciare i Poore di ritorsioni nel caso l'avessero difesa.
I Poore ne hanno abbastanza dell'atteggiamento bacchettone di Richard Granger, e, irritati per di più dalle sue minacce, mentre il District Attorney lascia la loro casa per tornare alla riunione, si armano: Sam prende il fucile (che abbandona subito, quando un colpo gli parte accidentalmente) e Lou afferra nientedimeno che una frusta. Dopo un breve scambio di battute, sarà Elnora ad impadronirsi della frusta e a uscire di casa, decisa a vendicarsi dell'uomo che non aveva creduto in lei.
Richard, tornato all'assemblea, si dimette. In quel mentre irrompe Elnore e lo colpisce ripetutamente con la frusta, davanti agli attoniti collaboratori di Richard. Dopo di che i due si baciano. Qualche tempo dopo Richard e Elnore si sposano. Sull'auto che li porta verso il viaggio di nozze, Richard le offre una sigaretta. Gareth si riunisce alla fidanzata.

## Produzione
Il film è stato restaurato in 4K a cura della Paramount Pictures, a partire da una pellicola negativa 35mm realizzata dal MoMA di New York e ivi conservata.

## Distribuzione
Dopo un'anteprima newyorkese del 13 dicembre 1925, il film, distribuito dalla Paramount Pictures, è uscito nelle sale cinematografiche statunitensi il 28 dicembre dello stesso anno.
In tempi recenti Donna di mondo è stato presentato al San Francisco Silent Film Festival del 2016 e al festival Il Cinema Ritrovato, organizzato dalla Cineteca di Bologna nello stesso anno.
Il film è stato edito in DVD nel 2003 a cura della Grapevine Video, ottenuto da una copia 16mm della pellicola, e corredato da una colonna sonora; Donna di mondo è visionabile su YouTube.

## Accoglienza
All'epoca della prima, Mordaunt Hall scriveva sul New York Times: "Vedere la talentuosa Pola Negri mettere il suo fascino al servizio di un film imbrattato di greve commedia è un po’ scioccante. Eppure è quel che succede nel suo ultimo A Woman of the World, che risulta in gran parte francamente divertente, malgrado i repentini salti tra pagliacciata e dramma". Il critico di Photopolay notava: "Svegliatevi dalla lunga siesta, ammiratori della Negri! L’affascinante, continentale Pola è di nuovo tra noi, nei panni di una pericolosa, cinica, tempestosa contessa italiana che reca un tatuaggio in ricordo di un’avventura amorosa. Al regista Mal St. Clair va riconosciuta la moderazione riservata a scene e personaggi della vita di provincia che potevano incoraggiare all’esagerazione".
Fra i critici attuali, la storica del cinema Jeanine Basinger nota che "la filosofia della macchina da presa e dell'interpretazione attoriale di St. Clair è ben illustrata da Donna di mondo. Nel 1925 egli aveva già compreso come fosse importante stabilire una forte connessione fra il pubblico e un personaggio come quello della "contessa tatuata". Dato che il film è incentrato sul potere da star della Negri, St. Clair mette in evidenza il suo dono della recitazione interiore, tramite il quale ella, col suo volto espressivo, mette in atto una serie di emozioni chiare ma allo stesso tempo definite con sottigliezza."